# Добрый (бренд)

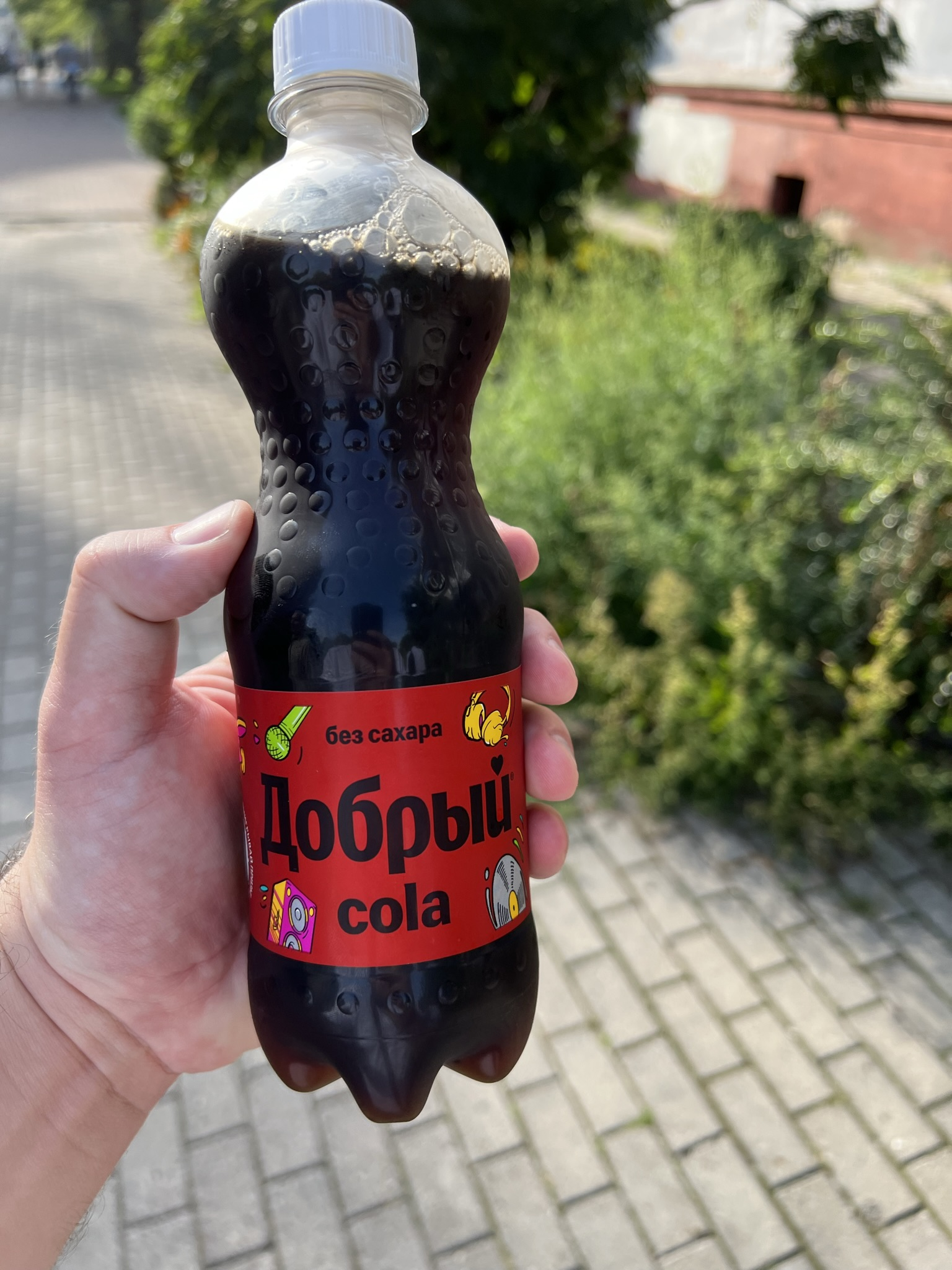
«Добрый Cola без сахара»

Добрый — российский бренд безалкогольных напитков. Основан в 1998 году компанией «Мултон». По состоянию на 2021 год сок «Добрый» занимал первое место на российском рынке с долей 23,1 %.

## История
Бренд «Добрый» основан в 1998 году компанией «Мултон». Первоначально под данным названием выпускались соки низкого ценового сегмента. Бренд создан Маргаритой Васильевой. «Добрый» стал одним из первых в истории современной России кириллических брендов для соков. Своим появлением бренд породил целое направление в названиях соков: «Славный», «Любимый» (Pepsico) и другие. Торговая сеть «Верный», по признанию владельца, названа в логике названия сока «Добрый». 19 декабря 1998 года на заводе «Мултон» была выпущена первая пробная партия — 3600 литров яблочного сока «Добрый». Дизайн первой упаковки был сделан в Санкт-Петербурге фирмой Coruna. В феврале 1999 года завод приступил к промышленному производству соков с объёмом 46 млн литров в год.
К 2004 году, помимо соков, у бренда «Добрый» появилась линейка морсов, а затем — и нектары.
В 2005 году «Мултон» стал частью системы Coca-Cola HBC в России. Основным интересом являлись нематериальные активы компании — управленческая команда и сильные бренды: Rich и «Добрый».
В 2008 году ассортимент расширился холодным чаем.
26 августа 2022 года, после российского вторжения на Украину, российский филиал Coca Cola HBC приостановил свой бизнес в России и позднее был переименован в Multon Partners. Поставки концентрата для производства традиционных напитков компании The Coca-Cola (Cola, Fanta, Sprite) перестали размещаться и с марта 2022 года российские заводы перестали получать сироп, необходимый для производства фирменных напитков. После прекращения производства фирменных напитков в России компания представила аналогичный локальный бренд «Добрый», для производства которого российское подразделение закупает сырьё на внутреннем рынке и используется другая рецептура концентрата. «Мултон Партнерс» по-прежнему принадлежит нидерландской Coca-Cola HBC Holdings B.V.
Компания сконцентрировалась на местных напитках: «Добрый», Rich, «Моя семья», Burn, Black Monster и BonaAqua.
Ассортимент «Добрый» расширился. Так, на рынок вышли безалкогольные газированные напитки под брендом «Добрый», которые являются аналогами классических продуктов The Coca-Cola Соmpany: «Добрый Cola» (аналог Coca-Cola), «Добрый Апельсин» (аналог Fanta Апельсин), «Добрый Лимон-лайм» (аналог Sprite), «Добрый Манго-маракуйя» (аналог Fanta Mango and Passionfruit). Также появилась линейка газированных напитков «Лимонады России» (Лимонад, Дюшес, Вишня, Сибирские травы). В конце 2022 года к линейке добавился «Добрый Cola без сахара» (аналог Coca-Cola Zero), а в марте — апреле 2023 года — «Добрый Cola Ваниль» (аналог Coca-Cola Vanilla) и «Добрый Cola Карамель». В конце 2023 года, эксклюзивно к Новому году, в лимитированной серии появился «Добрый Cola Имбирный пряник». В марте — апреле 2024 года появились «Добрый Cola Малина» (аналог Coca-Cola Raspberry) и «Добрый Лесные ягоды». В начале 2025 года появились «Добрый Cola Ледяной лимон» и «Добрый Киви-виноград».